# Mein Mann Gottfried
Mein Mann Gottfried ist ein US-amerikanischer Spielfilm aus dem Jahr 1957 des Regisseurs Henry Koster mit David Niven in der Titelrolle. Das Drehbuch von Peter Berneis basiert auf der Erzählung 1101 Park Avenue von Eric Hatch. Bei dem Film handelt es sich um eine Neuverfilmung von Mein Mann Godfrey des Regisseurs Gregory La Cava aus dem Jahr 1936. In der Bundesrepublik Deutschland kam Mein Mann Gottfried das erste Mal am 14. März 1958 in die Kinos.

## Handlung
Wieder einmal gibt die schwerreiche New Yorker Familie Bullock eine Party. Alle Familienmitglieder sind stolz darauf, zu den oberen 10.000 zu gehören und immer spleenige Einfälle zu haben. Heute soll eine Art „Straßenkehrer-Wettkampf“ veranstaltet werden: Jeder ist aufgerufen, auf der Straße etwas Verrücktes aufzusammeln und mitzubringen. Zufällig stößt die junge Irene Bullock unter einer Brücke auf ein Individuum, unrasiert, schäbig, wie so ein Strolch halt aussieht. Für 10 Dollar erklärt sich der Mann bereit, sich als „Krempel“ auf die Party mitnehmen zu lassen.
Im Hause Bullock wird Gottfried – so nennt sich der Fremde – dazu bestimmt, die Gäste zu bewirten. Dabei macht er eine so gute Figur, dass sich Irene gleich in ihn verliebt und ihn auffordert, die vakante Stelle des Butlers einzunehmen. Entzückt über diese Idee zeigen sich auch Angelica Bullock, die Dame des Hauses, und Cordelia, ihre zweite Tochter. Ob so viel Mitgefühl willigt Gottfried gerne ein.
Es dauert nicht lange, bis sich Cordelia alle Mühe gibt, den neuen Hausangestellten zu verführen, indem sie zum Beispiel – nur mit einem Handtuch bekleidet – um ihn herumschwänzelt. Vielleicht will sie damit auch nur ihre Schwester eifersüchtig machen! Gottfried jedenfalls lassen ihre Avancen kalt.
Eines Tages taucht in der Villa Francesca auf, nicht mehr ganz jung, aber reich, schön und mehrmals geschieden, ein „männermordendes“ Biest. Kaum hat sie den Butler gesehen, gibt sie zu erkennen, dass sie ihm schon einmal begegnet ist. Eine Frau und fünf Kinder soll er sitzen gelassen haben. Schnell verwandelt sich Irenes Schwärmerei in Wut. Trotzig verkündet sie vor der ganzen Gesellschaft ihre Verlobung mit Howard, den sie überhaupt nicht leiden kann und der von seinem Glück nichts weiß.
So nach und nach erfährt Irene, dass Gottfried, bevor sie ihn „aufgelesen“ hat, von einem dänischen Frachter gesprungen und an Land geschwommen war. Eine Einreiseerlaubnis in die Staaten besitzt er jedenfalls nicht, ist also ein Illegaler. Er stammt aus einem alten österreichischen Adelsgeschlecht und heißt eigentlich „von Lauterbach“. Nachdem er aus russischer Kriegsgefangenschaft geflohen war, hatte er seinen Lebensunterhalt als Seemann verdient.
Weil Cordula Gottfried ihrer Schwester nicht gönnt und sie selbst keine Chance bei ihm hat, vermisst sie plötzlich ganz lautstark ein Diamantarmband. Sofort fällt der Verdacht auf Gottfried, und bald entdeckt die herbeigerufene Polizei das Schmuckstück unter dessen Matratze. Weil sich aber Cordula in Widersprüche verwickelt, muss sie ihre Schandtat eingestehen. Zwar ist Gottfrieds Ruf wieder hergestellt, aber der Vorfall kann nicht darüber hinwegtäuschen, dass Gottfried nun bei der Polizei bekannt ist und früher oder später mit den Behörden Schwierigkeiten bekommen wird. Um diesen Ärger zu vermeiden, will er so schnell wie möglich Amerika verlassen. Als sich Irene entschließt, Gottfried erst gar nicht gehen zu lassen, ist es bereits zu spät. Er ist auf dem Weg zum Hafen.
Wie eine Wahnsinnige jagt Irene ihrem Geliebten hinterher, verfolgt von der Polizei. Endlich am Hafen angekommen, muss sie zusehen, wie Gottfried mit einem Schiff in See sticht. Zum Glück entpuppt sich der Polizist als wahrer Freund: Er bringt die Dame zu einer Lotsenbarkasse.
Eine halbe Stunde später öffnet sich die Tür zu Gottfrieds Kabine. Der Kapitän blinzelt dem adligen Passagier zu und schiebt eine glückliche Dame über die Schwelle. Sobald sich das Schiff in neutralem Gewässer befindet, wird er die Trauung vornehmen.

## Hintergrund
In der Rolle des Butlers sollte zunächst O. W. Fischer, einer der großen deutschsprachigen Filmstars dieser Zeit, seinen Einstand in Hollywood geben und zum internationalen Filmstar werden. Fischer hatte allerdings Textprobleme und zerstritt sich mit Regisseur Koster, woraufhin er die Produktion einige Tage nach Drehbeginn verließ und durch David Niven ersetzt wurde.

## Kritiken
„Bemerkenswert flotte Komödie besten amerikanischen Stils mit einer Fülle von ungezwungenen heiteren Einfällen.“

„Die parodistische Geschicklichkeit, mit der sich die Amerikaner selbst ihre kleineren und größeren Schwächen vorhalten, macht den Film zu einer netten und amüsanten Unterhaltung.“

## Auszeichnungen
David Niven war 1958 für seine Darstellung für den Golden Globe in der Kategorie Bester Hauptdarsteller – Komödie oder Musical nominiert.

## Quelle
- Programm zum Film (Illustrierte Film-Bühne, Vereinigte Verlagsgesellschaften Franke & Co. KG, München, Nummer 4159)